# Anaswara Kumar
Anaswara Kumar est une actrice indienne, qui travaille dans l'industrie du film de Kamoul. 
Elle a commencé sa carrière avec le thriller Vallinam (2014) du réalisateur Arivazhaghan, bien que la comédie romantique Ego (2013) ait été diffusée en premier. Elle s'est fait connaitre en jouant le rôle de Mohini dans la comédie dramatique Yaamirukka Bayamey, qui a connu pas mal de succès,.